# Hagenbach (Donau)
Der Hagenbach ist ein rechter Nebenfluss der Donau in Niederösterreich. Er entspringt nahe dem Ortsteil Steinriegel der Marktgemeinde St. Andrä-Wördern und mündet unweit des Donaukraftwerks Greifenstein in die Donau. Der Bachlauf schuf die bei Wanderern beliebte Hagenbachklamm und liegt weitgehend im Naturpark Eichenhain.

## Geschichte
Vor 30.000 Jahren bog der Hagenbach im heutigen Hagental nach Osten ab und bildete den Oberlauf des heutigen Kierlingbachs. Aus diesen Zeiten stammt das Tal, in welchem heute der Rambach über den Klosterneuburger Ortsteil Maria Gugging in den Kierlingbach und die Klosterneuburger Straße (B 14) in Richtung Klosterneuburg führt. Die tiefer liegende Donau war es, die das Tal in St. Andrä anzapfte, für den Durchbruch des Hagentals sorgte und den Verlauf des Hagenbachs nach Norden änderte.
1112 wird „Werdarin“ (Wördern), heutiger Ortsteil von St. Andrä-Wördern, entlang dem unteren Lauf des Hagenbachs gegründet. Der Bach floss bis Anfang des 19. Jahrhunderts direkt durch das Zentrum des Dorfes. Nach einer Regulierung führt er heute westlich des Zentrums vorbei.

## Heutige Situation
Risikobewertungen ergaben, dass der Hochwasserschutz gegen 30- und 100-jährliche Hochwasser dennoch nicht ausreicht; aus diesem Grund werden seit 2011 verschiedene Zusatzmaßnahmen diskutiert, wie z. B. eine Staumauer in der Hagenbachklamm.

## Bildergalerie

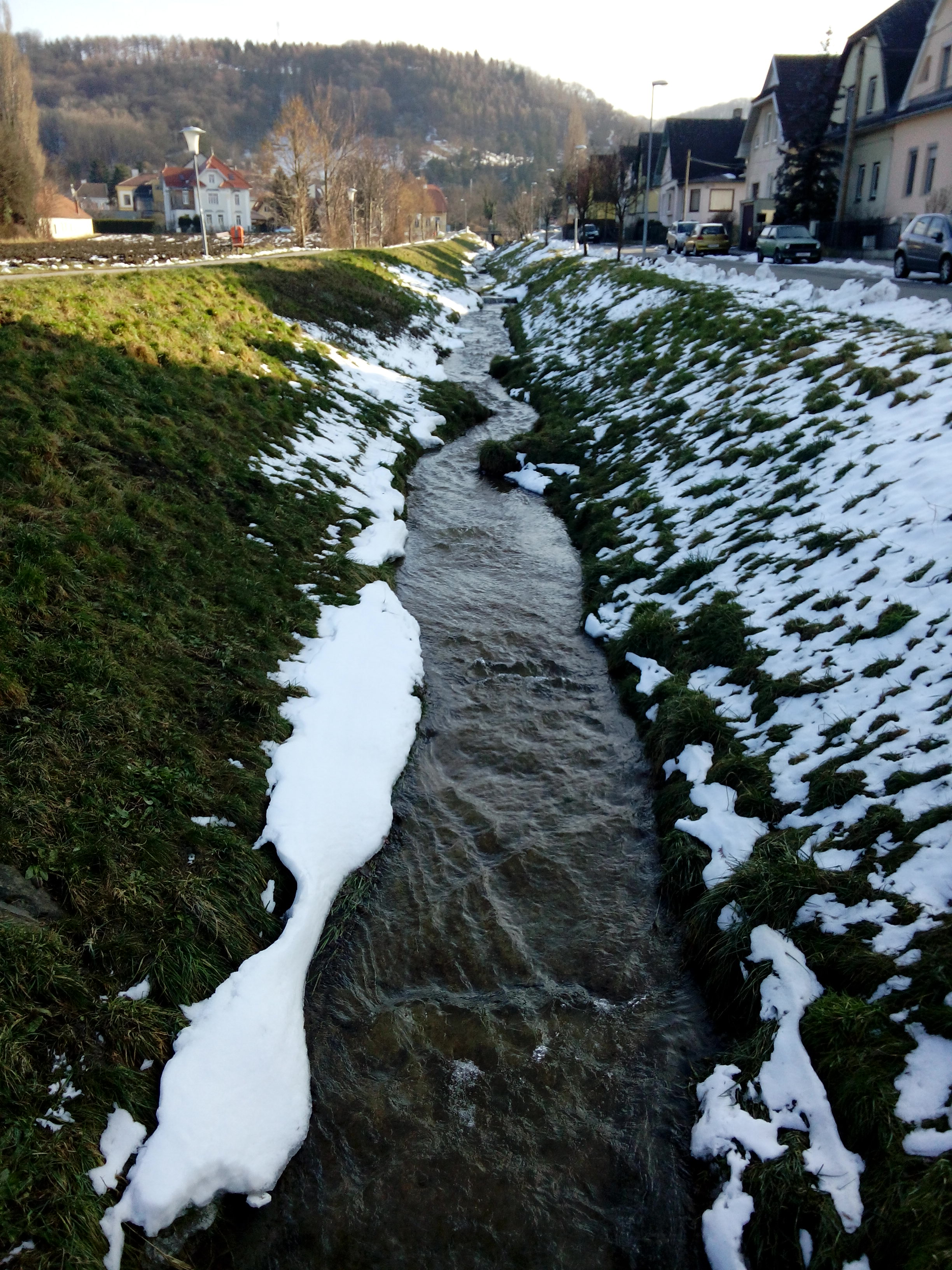
Hagenbach Panorama im Winter
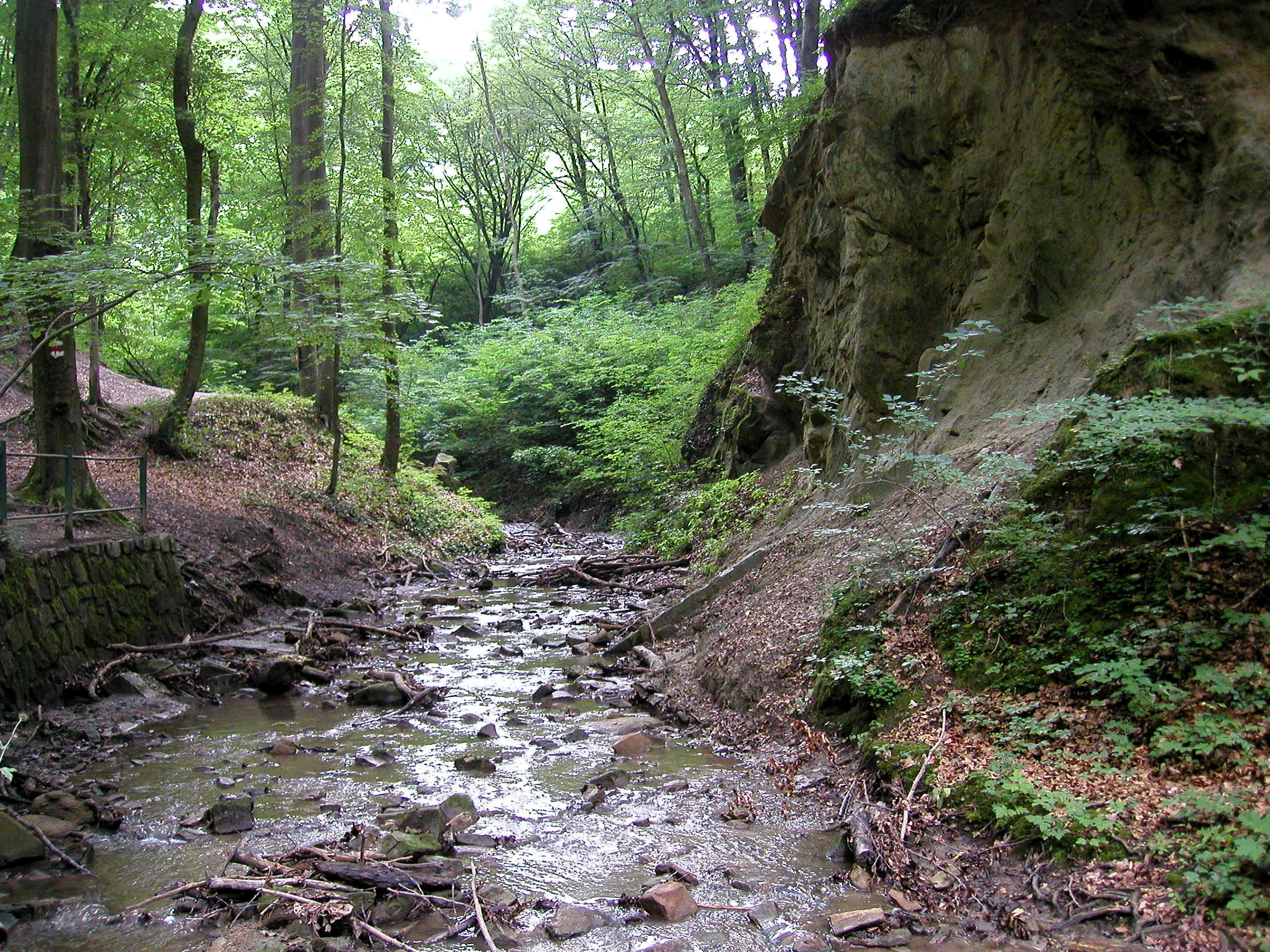
Hagenbachklamm mit Sandsteinklippen
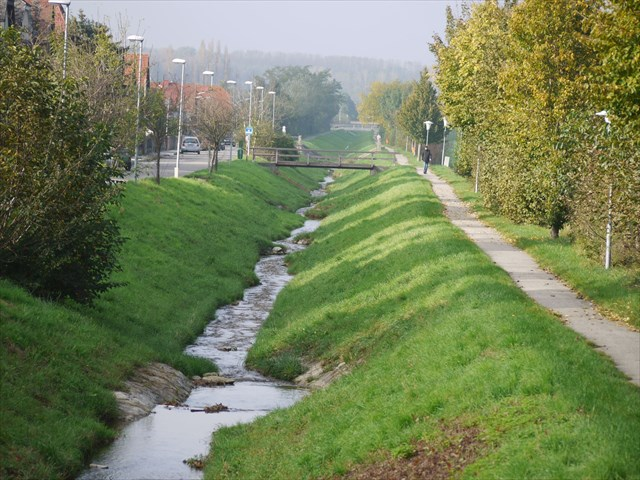
Der am Zentrum von Wördern vorbeigeführte Bachlauf.
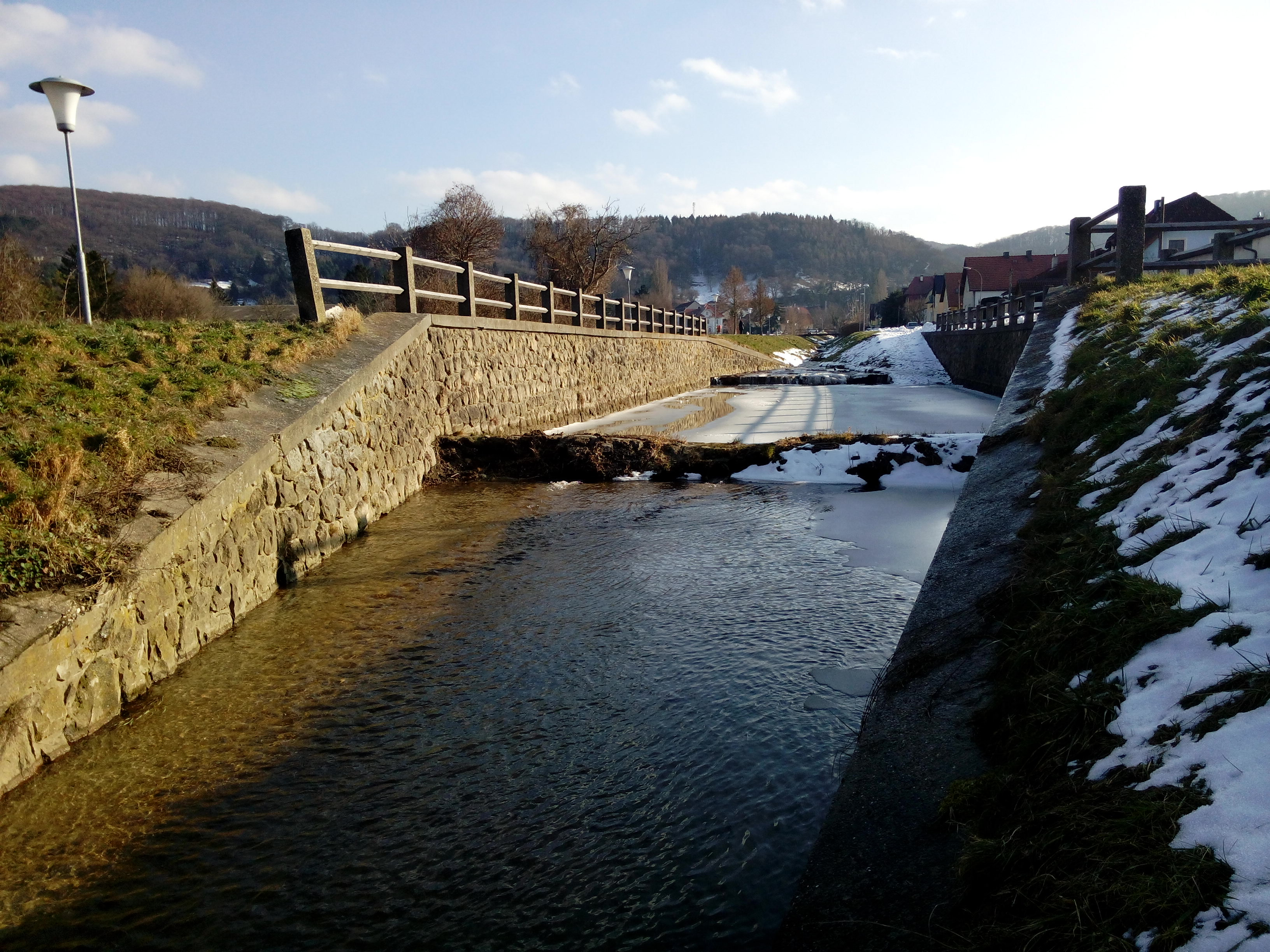
Das Sedimentbecken
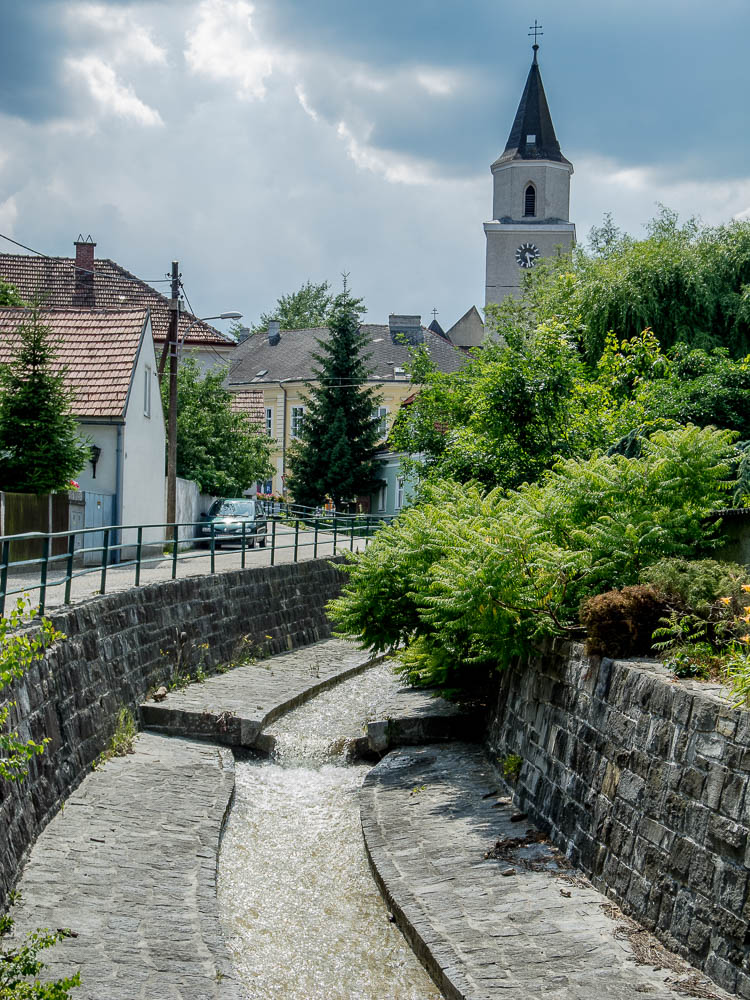
Der regulierte Hagenbach in St. Andrä-Wördern
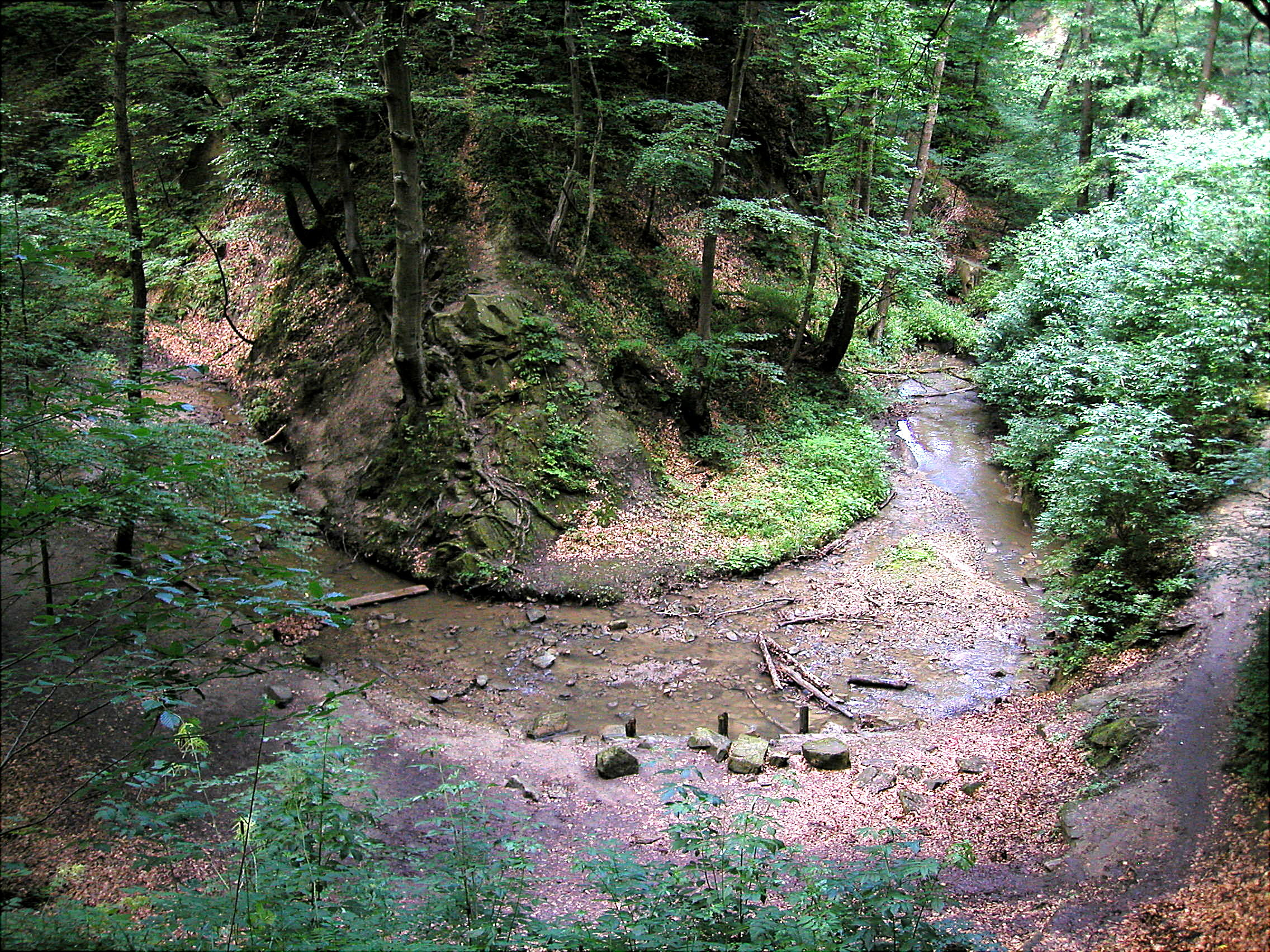
Hagenbachklamm, geschwungener Bachlauf